# Johann Christian Krenckel
Johann Christian Krenckel (* 30. Mai 1761 in Drossen, Neumark; † 13. Juni 1831 in Cottbus) war ein deutscher Justizkommissar. Er war von 1803/5 bis 1831 Oberbürgermeister der Stadt Cottbus.

## Leben
Johann Christian Krenckel wuchs in Drossen, dem heute polnischen Ośno Lubuskie, in der Nähe von Frankfurt (Oder) auf und ging bis 1775 dort zur Schule. 1788 ging Krenckel nach Frankfurt (Oder) und studierte ab 1793 an der Brandenburgischen Universität Frankfurt Rechtswissenschaften. Nach dem Ende seines Studiums begann Krenckel eine juristische Laufbahn bei der königlichen Herrschaft der Neumark und wurde im Jahr 1799 als Richter am Justizamt der Stadt Driesen eingesetzt. Nur ein Jahr später ging er an das Justizkommissariat der Stadt Cottbus.
1803 wurde Krenckel zum Magistratsdirigenten der Stadt Cottbus ernannt, in dieser Funktion war er für „das Wohl des Allgemeinwesens“ zuständig. Zwei Jahre später wurde er als Oberbürgermeister eingesetzt. In seiner Amtszeit wurde die Stadt Cottbus im Jahr 1807 von Truppen Napoleons besetzt. Zudem wurde Cottbus nach dem Wiener Kongress in das Königreich Preußen umgegliedert. 1822 wurde Krenckel das Ehrenzeichen erster Klasse verliehen. Er war zudem Träger des Roten Adlerordens IV. Klasse. Anfang 1831 legte Krenckel sein Amt aus gesundheitlichen Gründen nieder.